# Société française d'assurances multirisques
De Société française d'assurances multirisques (SFAM), sinds 2021 Indexia, was een Franse makelaarsvennootschap die gespecialiseerd was in mobiele en multimediaverzekeringen. Het was gevestigd in Romans-sur-Isère, in de Drôme (26). In februari 2018 werd het bedrijf de tweede grootste aandeelhouder van de Fnac Darty groep.

## Geschiedenis
SFAM werd in 1999 opgericht door Sadri Fegaier. SFAM was een dochteronderneming van de SFAM Development Group, een vereenvoudigde vennootschap op aandelen die in 2018 voor het grootste deel in handen was van Sadri Fegaier (oprichter) en het Ardian Fonds. De onderneming begon haar activiteiten met het op de markt brengen van haar mobiele verzekeringsproducten via haar eigen verkooppunten in de regio Rhône-Alpes.
In 2009 breidde het bedrijf zijn activiteiten nationaal uit met de lancering van een all-risk verzekering voor telefonie en multimedia.
In januari 2016 verwierf het door Edmond de Rothschild Investment Partners beheerde fonds Winch Capital 3 een minderheidsbelang in het kapitaal van de SFAM-groep. Vanuit de hoofdzetel in Romans-sur-Isère, ingehuldigd in september 2016, stond het bedrijf bekend om zijn sterke groei. In december 2016 was SFAM kandidaat voor de overname van Viadéo (Le Figaro werd uiteindelijk als koper aangewezen).
In 2017 verwierf SFAM het callcenter B2S in Roanne, met de belofte om 150 tot 200 banen te creëren. Het bedrijf breidde zich nationaal verder uit met een nieuw hoofdkantoor in Parijs trad internationaal toe tot de Spaanse en Zwitserse markt. In juli 2017 nam SFAM het digitale communicatiebureau Actualys over.
Op 6 februari 2018 verwierf SFAM van het fonds Knight Vinke haar belang van meer dan 11% in de groep Fnac Darty (335 miljoen euro) en werd zij de tweede grootste aandeelhouder met de hulp van de private-equitygroep Ardian, die aankondigde een minderheidsbelang in SFAM te hebben verworven.
In dezelfde maand investeerde het Franse investeringsfonds Ardian in het kapitaal van het bedrijf. In juli van datzelfde jaar investeerden de Caisse des dépôts et consignations en het Sovereign Fund Mubadala Investment Company ook in SFAM's kapitaal via hun gemeenschappelijk investeringsplatform, het Franco-Emirati Fonds (FEF).
Op 21 juni 2018 werd SFAM als eerste beoordeeld in de HappyAtWork-ranking van "bedrijven met 500 tot 999 werknemers waarin werknemers graag werken".
Op 16 juli 2018 kondigde FEF, het co-investeringsplatform gevormd door CDC International Capital (een dochteronderneming van Caisse des Dépôts) en Mubadala Investment Company, de overname van een participatie in SFAM aan als onderdeel van een kapitaalverhoging om de groei te financieren.
In juli 2018 verwierf SFAM het callcenter Armatis-LC in Roanne en nam het de 95 medewerkers en gebouwen over.
In oktober 2016 heeft SFAM, samen met de NGO Action contre la Faim, 300.000 euro goedgekeurd in het kader van haar programma voor sociale bijstand en voedselhulp in stedelijke gebieden van Madagaskar. Bij deze gelegenheid zei Sadri Fegaier, president van de SFAM-groep: "Onze groep heeft vanaf het begin een sterke groei doorgemaakt en we willen de vruchten van onze inspanningen delen en ons aansluiten bij Action contre la Faim."
Sinds maart 2019 was het bedrijf officieel vertegenwoordigd in drie landen buiten Frankrijk en het was van plan om tegen 2020 verdere locaties in Italië, Duitsland, Portugal en Nederland verder te ontwikkelen. Het bedrijf had ongeveer 6 miljoen klanten in heel Europa, 1.600 werknemers en een omzet van 70 miljoen euro op 31 december 2018.
In januari 2021 wijzigde het bedrijf haar naam in Indexia, in het kader van een strategiewijziging. Men wou zich toeleggen op de verkoop van nieuwe en "refurbished" multimediaproducten. De verkoop van verzekeringsproducten zou gebeuren onder de naam Celside Insurance en de verkoop van smartphones zou gebeuren via de winkelketen Hubside.Store.
In maart 2023 kondigde de groep het einde haar van haar activiteiten in de verkoop van verzekeringen voor smartphone. Op 26 oktober dat jaar trok de groep haar kapitaal terug uit Fnac-Darty. In 2024 ging het bedrijf failliet.

## Oplichting en veroordelingen
Sinds 2016 kwamen er talloze klachten over het bedrijf en de praktijken rond haar verzekeringsproducten. Zo kwamen er dat jaar 227 klachten tegen het bedrijf in Frankrijk  en de praktijken werden door de Franse consumentenorganisatie UFC-Que choisir aan de kaak gesteld en bestempeld als "bedrieglijk en frauduleus". De klachten gingen vooral over bedragen die onverwacht van de rekening van de klant werden afgeschreven, over verdoezelen van informatie op het moment dat verzekeringscontracten werden aangeboden in de winkels, gedwongen inschrijvingen en bewust ingewikkelde opzeggingsmethodes.
Bij Fnac kregen klanten een aanbod waarbij ze 30 euro zouden terugbetaald krijgen, en waarvoor ze hun bankgegevens moesten geven, maar daarbij tekenden ze zonder het te beseffen een verzekeringscontract tussen alle documenten van SFAM. Voor dat contract werd vervolgens een jaar lang maandelijks 15,99€ van de rekening van de klant afgeschreven, daarna zelfs maandelijks 37,99€, wat klanten vaak pas veel later ontdekten.
Winkelverkopers werden aangespoord om zoveel mogelijk dergelijke lucratieve contracten te verkopen..
Een onderzoek werd ingesteld door de DGCCRF (Direction générale de la Concurrence, de la Consommation et de la Répression des fraudes, een toezichthouder van de Franse overheid). In 2019 kreeg het bedrijf een boete van 10 miljoen euro voor "bedrieglijke commerciële praktijken". Het bedrijf bleef daarna echter verschillende gecontesteerde praktijken verder zetten.
In juli 2022 kwam het opnieuw tot een rechtszaak voor de ondernemingsrechtbank van Parijs.
Op 23 april 2023 legde de Franse financiële toezichthouder ACPR (Autorité de contrôle prudentiel et de résolution) een tijdelijk verbod op om haar verzekeringscontracten te commercialiseren. 
Ook buiten Frankrijk groeiden door de jaren heen de klachten tegen SFAM. In 2023 waren er bij ombudsdienst in België alleen al 1150 klachten over de verzekeringsproducten van Indexia. Na de schorsing in Frankrijk bleef het bedrijf op de Belgisch markt echter steeds geld innen van de bankrekeningen van de gedupeerden. In 2024 veroordeelde de Brusselse ondernemingsrechtbank het bedrijf voor misleidende en agressieve handelspraktijken..